# Brandywell Stadium
Le Brandywell Stadium (en Irlandais Tobar an Fhíoruisce), ou simplement Brandywell, est le stade municipal de la ville de Derry en Irlande du Nord. On y pratique le football et y sont organisées des courses de lévriers.
Les clubs résidents sont Derry City FC et, de façon temporaire, Institute FC.

## Localisation et histoire

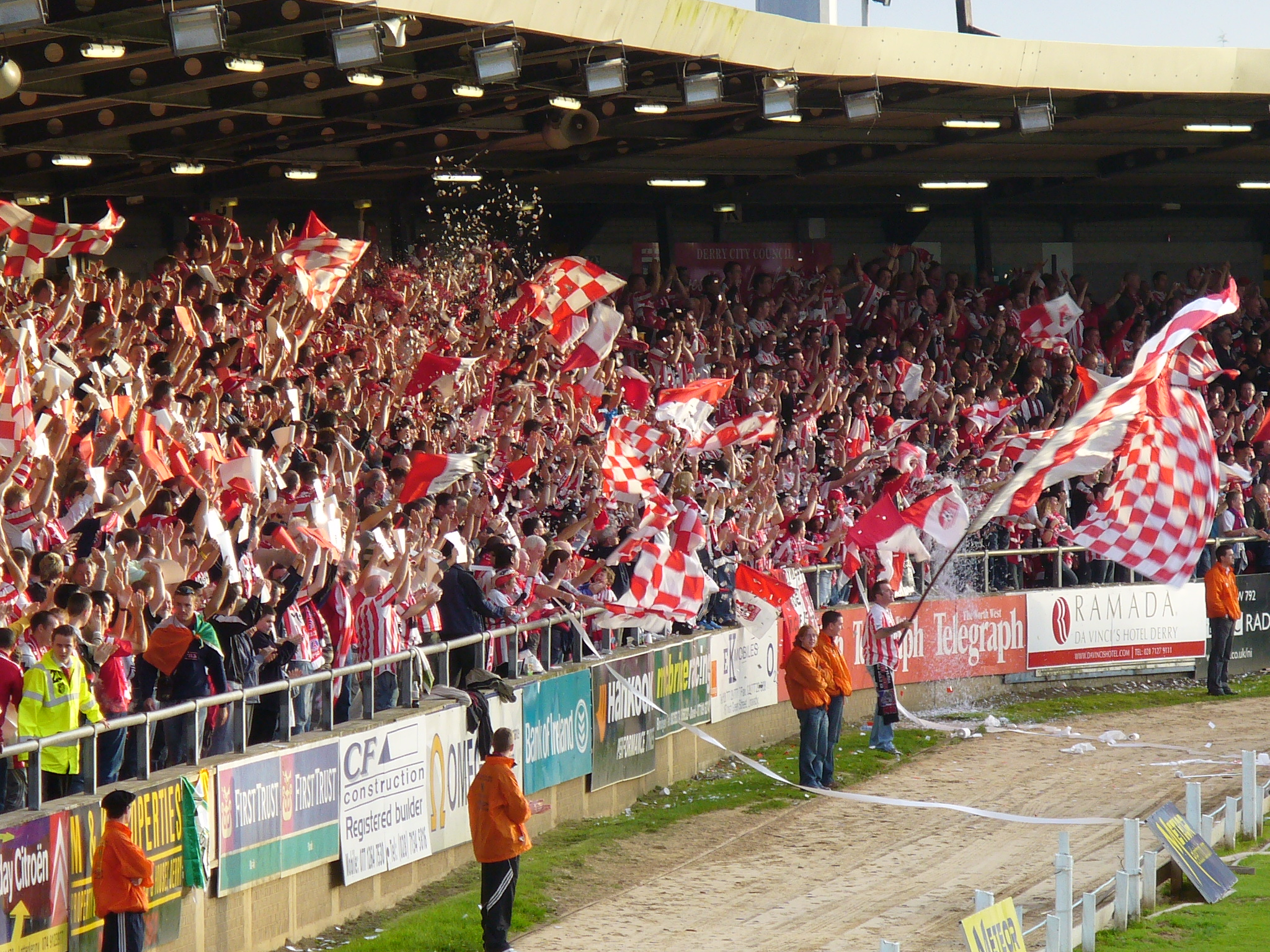
Supporters de Derry City Football Club dans le stade Brandywell en 2006.

Le stade est situé sur Lone Moor Road à proximité du Celtic Park, le quartier général du Derry GAA, au sud-ouest du quartier du Bogside. Il est à proche distance du centre-ville.
Brandywell est situé dans un quartier majoritairement catholique et bastion du républicanisme irlandais. Cette situation géographique poussa Derry City FC à quitter le championnat d'Irlande du Nord en 1972 lors du conflit nord-irlandais. Lors de la saison 2018-2019 du championnat d'Irlande du Nord, Institute FC, un club de la communauté protestante, y joue ses matchs à domicile, marquant le retour du championnat nord-irlandais au Brandywell pour la première fois depuis 1971.
Le terrain du Brandywell a été pendant de nombreuses années en pente. L'écart entre l'une des extrémités du terrain et l'autre était de 9′ 0″ (2,74 m), réduite à 6′ 0″ (1,83 m) lors de la construction d'une nouvelle tribune en 1980. Depuis la rénovation de 2016-2018, le terrain est plat.
Avant de devenir le terrain du Derry City FC en 1929, on y jouait déjà au football depuis le XIXe siècle. Il accueillait notamment depuis 1922 les matchs organisés par la Derry & District Football Association et servait également pour la North-West Football Association. Il accueillait aussi les matches du club de Derry Celtic. En 1928, le stade était alors la propriété de The Honourable The Irish Society qui a accepté d'accueillir Derry City FC.
Des courses de lévriers y sont organisées depuis les années 1930. Lors de la rénovation de 2016-2018, la piste du cynodrome autour du terrain est supprimée et une nouvelle est construite à côté du stade de football. 
L’ensemble du Brandywell Stadium regroupe le stade, le cynodrome, les terrains d’entrainement, le club-house et la boutique du club de Derry City FC. Le propriétaire actuel du complexe est le district de Derry City and Strabane.